# Sweet Lord
Sweet Lord – trzeci album duetu MURS & 9th Wonder. Ukazał się 23 lipca 2008 nakładem wytwórni Record Collection. Podobnie jak poprzednie albumy duetu, ten także zawiera tylko jeden występ gościnny. Portal HipHopDX.com umieścił ten album w rankingu 25 najlepszych albumów 2008 roku.

## Lista utworów
| #  | Tytuł            | Gościnnie   | Czas | Sample                                                                     |
| -- | ---------------- | ----------- | ---- | -------------------------------------------------------------------------- |
| 1  | „Intro”          |             | 3:10 | Leon Haywood – „Make Me Yours”                                             |
| 2  | „Are You Ready?” |             | 3:50 | Lee „Scratch” Perry & The Upsetters – „Super Ape”                          |
| 3  | „Nina Ross”      |             | 3:58 | Leroy Hutson – „Heaven Right Here (On Earth)”                              |
| 4  | „Free”           |             | 3:31 | The Dramatics – „Music is Forever”                                         |
| 5  | „And I Love It”  |             | 3:54 | The O’Jays – „Baby You Move Me”                                            |
| 6  | „Pusshhhhhh”     |             | 3:06 |                                                                            |
| 7  | „It’s for Real”  |             | 3:16 | The Choice Four – „This Time, It’s for Real”                               |
| 8  | „Marry Me”       |             | 2:51 | Lou Bond – „That’s the Way I’ve Always Heard It Should Be”                 |
| 9  | „Love the Way”   | Tyler Woods | 3:16 | New Birth – „Oh, Baby, I Love the Way”                                     |
| 10 | „Murs Inatra”    |             | 3:31 | The O’Jays – „Four for the Price of One” The O’Jays – „Love is Everywhere” |